# Joe Maini
Joe Maini fue un saxofonista alto y tenor, flautista y clarinetista norteamericano de jazz, nacido el 8 de febrero de 1930, en Providence, Rhode Island, y fallecido el 8 de mayo de 1964, en Los Ángeles, California.
Profesional desde 1947, tocará entre otras en la banda de Claude Thornhill (1950), antes de fijar su residencia en la Costa Oeste. Trabaja con un gran número de músicos del estilo costa oeste, entre ellos Dan Terry o Shelly Manne y, más tarde, Terry Gibbs, Louie Bellson y Gerald Wilson. Estando en la banda de éste, de forma accidental, muere de un disparo con un revólver que creía descargado.
No llegó a grabar ningún disco como líder, pero sí un gran número de registros junto a otros músicos, especialmente Clifford Brown.